# Heterodermia albicans
Heterodermia albicans är en lavart som först beskrevs av Christiaan Hendrik Persoon, och fick sitt nu gällande namn av Swinscow & Krog. Heterodermia albicans ingår i släktet Heterodermia och familjen Physciaceae.   Inga underarter finns listade i Catalogue of Life.